# Dumont, New Jersey
Dumont är en kommun av typen borough i Bergen County i New Jersey. Vid 2010 års folkräkning hade Dumont 17 479 invånare.